# Grondeekhoorns
De grondeekhoorns of aardeekhoorns (Marmotini) zijn een geslachtengroep van eekhoorns uit de onderfamilie Xerinae. Tot deze groep behoren 11 huidige geslachten, waaronder de marmotten (Marmota), de prairiehonden (Cynomys), de echte grondeekhoorns of siesels (Spermophilus) en de antilopegrondeekhoorns. Verwante groepen zijn de borsteleekhoorns (Xerini) en de palmeekhoorns (Protoxerini), de andere twee geslachtengroepen van de Xerinae.

## Kenmerken
Grondeekhoorns zijn stevige dieren met krachtige voorpoten met daaraan grote klauwen, geschikt om mee te graven. Tot de grondeekhoorns behoren de grootste soorten uit de familie der eekhoorns, als de alpenmarmot, die tot wel acht kilogram kan wegen.

## Taxonomie
Het geslacht Spermophilus bleek in 2009 polyfyletisch ten opzichte van de antilopegrondeekhoorns (Ammospermophilus), prairiehonden (Cynomys) en marmotten (Marmota). Hierdoor werden er verschillende geslachten met Noord-Amerikaaanse soorten grondeekhoorns afgesplitst van dit geslacht, namelijk: Callospermophilus, Ictidomys, Otospermophilus, Notocitellus, Poliocitellus, Urocitellus en Xerospermophilus. Het geslacht Spermophilus omvat nu alleen alle Europese en Aziatische soorten grondeekhoorns (op 2 Urocitellus-soorten na, die ook in Azië voorkomen).
Er worden 11 geslachten tot deze geslachtengroep gerekend:
- Ammospermophilus (Antilopegrondeekhoorns)
- Callospermophilus
- Cynomys (Prairiehonden)
- Ictidomys
- Marmota (Marmotten)
- Notocitellus
- Otospermophilus
- Poliocitellus (Franklingrondeekhoorn)
- Spermophilus (Echte grondeekhoorns)
- Urocitellus
- Xerospermophilus

## Leefwijze
Grondeekhoorns leven voornamelijk van plantaardig materiaal, als stengels, grassen, zaden, scheuten, knollen, bladeren en bloemen. Ze vullen hun dieet echter aan met dierlijk materiaal als insecten en aas.

## Sociaal gedrag
Grondeekhoorns leven over het algemeen in sociale groepen. Als verblijf leggen ze onder de grond gangen en burchten aan. Bij de zwartstaartprairiehond kunnen deze gangen uitgroeien tot onder de grond aan elkaar verbonden steden. Er zijn echter ook soorten, zoals de siesel, die over het algemeen in gescheiden holen leven. Deze holen liggen in de regel vrij dicht bij elkaar, en vormen kolonies.
Veel soorten grondeekhoorns leven in familiegroepjes, bestaande uit meerdere verwante vrouwtjes die samenwerken met het behouden van een territorium en de zorg voor de jongen. Onverwante mannetjes sluiten zich aan bij deze familiegroepjes, en bij sommige soorten helpen ook de mannetjes mee met de zorg voor de jongen. Bij andere soorten zorgt enkel het moederdier voor de jongen. Veel onderzoek naar sociaal gedrag onder grondeekhoorns is onder andere gedaan bij Beldings grondeekhoorns (Spermophilus beldingi).
Er zijn verscheidene voortplantingssystemen. Bij de meeste soorten verdedigen de mannetjes een territorium dat de holen van verscheidene vrouwtjes omvat. Maar ook andere voortplantingssystemen komen voor, van vrouwtjes die met meerdere mannetjes paren tot mannetjes die een territorium vestigen dat door vrouwtjes wordt bezocht.

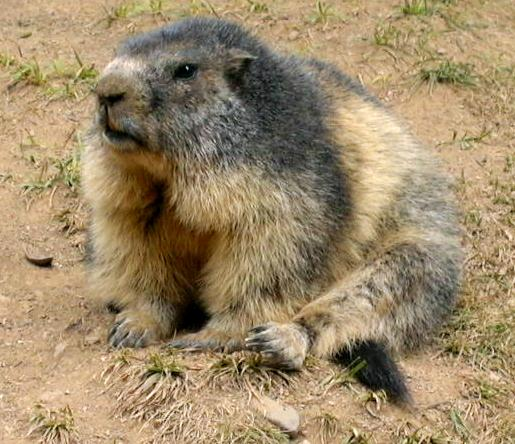
Alpenmarmot (Marmota marmota)

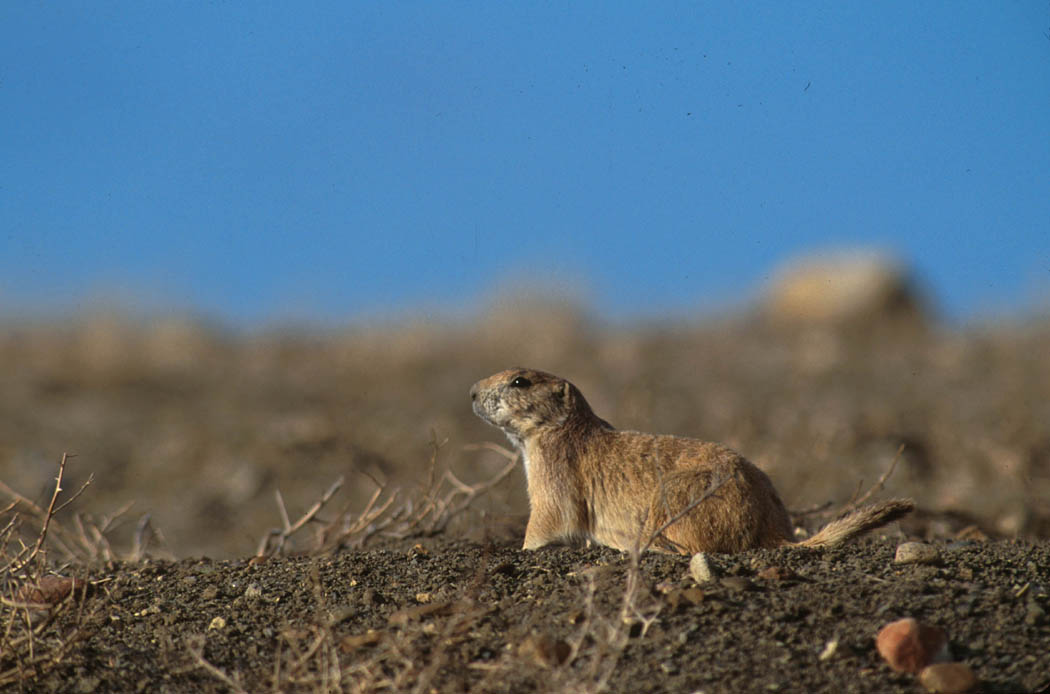
Zwartstaartprairiehond (Cynomys ludovicianus)

Veel soorten die een winterslaap ondergaan, planten zich al vroeg in het voorjaar voort, waarschijnlijk om de jongen een optimale kans te geven om te groeien voordat de winter weer begint. Jonge grondeekhoorns groeien vrij snel, en zijn tussen de drie en de zes weken onafhankelijk. Boomeekhoorns zijn veel later onafhankelijk. Waarschijnlijk zit dit verschil in het verschil in verblijven: voor jonge grondeekhoorns is het te gevaarlijk om te lang in ondergrondse nesten te blijven, doordat deze makkelijk ten prooi vallen aan gravende roofdieren, als hond- en marterachtigen. Voor boomeekhoorns is het echter gevaarlijk om te vroeg het nest te verlaten, omdat bij de jonge dieren de coördinatie nog niet goed genoeg ontwikkeld is, en de kans groot is dat de jonge dieren uit de boom vallen en zullen sterven.
Grondeekhoorns kennen veel vijanden, waaronder roofvogels, vossen en marterachtigen als de zilverdas. Met verscheidene roepen waarschuwen de grondeekhoorns hun soortgenoten. Ook kennen ze roepen om hun territorium af te bakenen en hun aanwezigheid aan andere grondeekhoorns duidelijk te maken.
Grondeekhoorns in gematigde of koudere gebieden brengen de winter door in ondergrondse holen. Om zich voor te bereiden op de winter leggen de dieren een dikke vetlaag aan en/of leggen ondergrondse voedselvoorraden aan. Veel van deze soorten houden een winterslaap, soms met meerdere dieren in één hol. In gebieden waar planten 's zomers door de hitte verdorren, houden grondeekhoorns ook een zomerslaap. De meeste soorten sluiten de slaapkamer af met aarde en gras als ze in winterslaap gaan.